# Willie Long
Willie Long (Fort Wayne, 1º marzo 1950) è un ex cestista statunitense, professionista nella ABA.

## Carriera
Venne selezionato dai Cleveland Cavaliers al secondo giro del Draft NBA 1971 (35ª scelta assoluta).